# Бриланд, Марк
Марк Энтони Бриланд (англ. Mark Anthony Breland; родился 11 мая 1963 года в Бруклине, Нью-Йорк, США) — американский боксёр-профессионал, выступавший в полусредней весовой категории. Олимпийский чемпион (1984). Чемпион мира среди любителей (1982). Пятикратный победитель турнира «Золотые перчатки» в Нью-Йорке. «Самый перспективный боксёр года» по версии журнала «Ринг» (1984). Чемпион мира в полусредней весовой категории по версии WBA (1987, 1989—1990).

## Профессиональная карьера
Дебютировал в ноябре 1984 года, в одном вечере с другими бывшими участниками лос-анджелесской олимпийской сборной США Эвандером Холифилдом, Пернеллом Уитакером и Мелдриком Тэйлором.
После 16-ти победных поединков кряду, в феврале 1987 года Марк Бриланд встретился с Гарольдом Вольбрехтом в бою за вакантный титул WBA в полусреднем весе. Бриланд одержал победу техническим нокаутом в 7-м раунде и стал новым чемпионом мира.
В августе 1987 года, в первой защите титула, Бриланд встретился с соотечественником Марлоном Старлингом. В бою Бриланд разбил Старлингу нос. После 10-ти раундов 15-раундового поединка, Бриланд вёл по очкам с большим отрывом. Однако в 11-м раунде Старлингу удалось попасть и сильно потрясти Бриланда, он загнал Марка в угол и начал осыпать ударами, после чего Бриланд оказался на канвасе. Он попытался встать, но не смог и рефери остановил поединок. Бриланд проиграл титул и потерпел первое поражение в профессиональной карьере.
В апреле 1988 года состоялся реванш между Марком Бриландом и Марлоном Старлингом. Бой прошёл всю дистанцию в 12 раундов, по итогам которых судьи раздельным решением насчитали ничью: 115—114 — Бриланд, 116—113 — Старлинг, а также 114—114.
В феврале 1989 года Бриланд встретился с боксером из Южной Кореи Сеунгом Суном Ли. На кону стоял вакантный титул WBA в полусреднем весе. Бриланд победил техническим нокаутом в 1-м раунде, став чемпионом мира во второй раз.
В апреле 1989 года Бриланд встретился с колумбийцем Рафаэлем Пинедой. В середине 4-го раунда Бриланд провел левый джэб в область левого глаза Пинеды, Пинеда отвернулся и отошёл к канатам. Бриланд подошёл сзади и нанёс правый обводящий удар в челюсть, у Пинеды изо рта вылетела капа. Пинеда тут же развернулся попытался ответить Бриланду за этот удар, но рефери вмешался и разнял их. В 5-м раунде картина повторилась: после очередного попадания Бриланда, Пинеда снова отвернулся и отошёл к канатам, Бриланд подошёл сзади и нанёс правый обводящий удар в голову. Пинеда снова отвернулся в пошёл в угол, после чего рефери остановил поединок. Бриланд победил техническим нокаутом в 5-м раунде.
В октябре 1989 года Бриланд встретился со швейцарцем Мауро Мартелли. Бой состоялся в Женеве. Бриланд победил техническим нокаутом во 2-м раунде, защитив свой титул во 2-й раз.
В декабре 1989 года Бриланд встретился с японцем Фудзио Одзаки. Бой состоялся в Токио. Бой остановили в 4-м раунде из-за рассечений у Одзаки. Бриланд победил техническим нокаутом.
В марте 1990 года Бриланд встретился с британцем ямайского происхождения бывшим абсолютным чемпионом мира Ллойдом Хониганом. Бой состоялся в Лондоне, на стадионе Уэмбли. На протяжении боя Бриланд 6 раз посылал Хонейгэна в нокдаун. В 3-м раунде, после очередного падения британца, рефери остановил поединок. Бриланд победил техническим нокаутом, в 4-й раз защитив свой титул.
В июле 1990 года Бриланд встретился с непобеждённым соотечественником Аароном Дэвисом. Дэвис оказал Бриланду серьёзное сопротивление. После 8-ми раундов равного боя на двух судейских записках лидировал Дэвис, на одной — Бриланд. У Дэвиса под правым глазом была большая гематома. В конце 9-го раунда Дэвис хлёстким правым ударом навстречу в голову отправил Бриланда на канвас. Бриланд упал на спину, рефери Миллс Лэйн начал отсчет. До счета «10» Бриланд смог только перевернуться со спины на бок, рефери зафиксировал нокаут. Бриланд проиграл титул и потерпел второе поражение в профессиональной карьере.
После поражения Аарону Дэвису, Бриланд решил сменить тренера, наняв на эту должность знаменитого Эмануэля Стюарда. Проведя 3 победных боя, в сентябре 1991 года Бриланд встретился с бывшим чемпионом мира, мексиканцем Хорхе Вакой. В 6-м раунде Вака прижал Бриланда к канатам и начал осыпать ударами, которые шли либо вскользь, либо мимо, либо по защите, однако рефери вмешался и остановил поединок. Бриланд потерпел третье поражение в профессиональной карьере, после чего ушёл из бокса.
В январе 1996 года, после почти 4-х с половиной лет, Бриланд вернулся на ринг. В течение чуть более, чем одного года, он провел 5 победных поединков против средних соперников. Однако после последнего боя в марте 1997 года, снова решил повесить перчатки на гвоздь, на этот раз окончательно.

## Тренерская деятельность
После завершения карьеры профессионального боксёра, Марк Бриланд занялся тренерской деятельностью. В частности, он был тренером Деонтея Уайлдера.

## Кинокарьера
Снялся в главной роли в драме «Лорды дисциплины» (1983), появлялся в эпизоде сериала «Полиция Майами: Отдел нравов» (1987), после десятилетнего перевыва снялся в эпизодичных ролях в спортивной драме «Его игра» (1998) и триллере «Кровавое лето Сэма» (1999), в роли самого себя появился в комедии «Воля случая» (2001).